# خبرگزاری لبنان
خبرگزاری ملی لبنان یا الوکالة الوطنیة للإعلام، (انگلیسی: The National News Agency) (مخفف انگلیسی: NNA)، خبرگزاری رسمی دولت لبنان است.
این خبرگزاری در سال ۱۹۶۱ میلادی تأسیس شده‌است.
خبرگزاری ملی لبنان، یکی از هجده عضو اتحادیه خبرگزاری‌های کشورهای عرب (فانا) است.
مجموع ۳۰۰ خبرنگار، عکاس، دبیر و سردبیر و مدیر در ۲۰ دفتر برای این خبرگزاری مشغول به فعالیت هستند.

#### سرقت آرشیو خبرگزاری
روز ۲۷ فوریه ۲۰۲۳ اعلام شد که خبرگزاری لبنان مورد سرقت قرار گرفته و آرشیو تصاویر این خبرگزاری که تصاویری از سال ۲۹۶۱ را ذخیره کرده بود به همراه پنج کامپیوتر سرقت شده‌است. بخشی از این تصاویر مربوط به تصاویر جنگ داحلی لبنان در سال‌های ۱۹۷۵ تا ۱۹۹۰ بوده‌است. بعداً اعلام شد دیتا بیس این تصاویر در وزارت اطلاعات لبنان موجود است.